# Adirondack (planina)
Planine Adirondack tvore masiv u sjeveroistočnom New Yorku s granicama koje otprilike odgovaraju onima Parka Adirondack. One pokrivaju oko 13 000 km2 (5 000 četvornih milja). Planine tvore kružnu kupolu, u promjeru oko 260 km i visoku oko 1.600 m. Sadašnji reljef uvelike je uvjetovan glacijacijom. Oko planina ima više od 200 jezera, uključujući jezera George, Placid i Tear of the Clouds, koje je izvor rijeke Hudson. U regiji Adirondack također se nalaze stotiname planinskih vrhova, od kojih neki dosežu visinu višu od 1.500 metara.

## Etimologija
Smatra se da riječ Adirondack dolazi od Mohawk riječi ha-de-ron-dah što znači "jedači drveća". Harmen Meyndertsz Van Den Bogaert prvi put je u pisanom obliku upotrijebio ime 1635. godine u svom rječniku jezika Mohawk u niziozemski, koji se nalazi u djelu Journey into Mohawk Country. Napisao ga je Adirondakx i rekao da to označava Francuze, što znači Algonquiance koji su se udružili s Francuzima. Druga rana upotreba imena, napisanog Rontaks, bila je 1729. od strane francuskog misionara Joseph-Françoisa Lafitaua. Objasnio je da su tu riječ Irokezi koristili kao pogrdni izraz za skupine Algonquianaca koji se nisu bavili poljoprivredom i stoga su ponekad morali jesti koru drveta kako bi preživjeli oštre zime.
Mohawki nisu imali pisani jezik, pa su Europljani koristili različite fonetske načine pisanja riječi, uključujući Achkokx, Rondaxe i Adirondax. Takve su riječi bile snažno povezane s regijom, ali se još nisu smatrale imenom mjesta; engleska karta iz 1761. označava područje jednostavno Deer Hunting Country. Ebenezer Emmons je 1837. planine nazvao Adirondacks.

## Ljudska povijest
Ljudi su živjeli u području planina Adirondack od paleo-indijanskog razdoblja (15 000 do 7 000 pr. Kr.), nedugo nakon posljednjeg ledenog doba. Prva skupina koja se doselila u to područje došla je južno iz doline rijeke St. Lawrence i naselila se uz obale Champlainskog mora oko 13 000. pr. Kr. Ti ljudi iz arhajskog razdoblja, poznati kao Laurentijska kultura, bili su polunomadski lovci-sakupljači. Dokazi o njihovoj prisutnosti u Adirondacksu uključuju vrh projektila od crveno-smeđeg rožnjaka pronađenog 2007. na rubu jezera Tupper.
Tijekom otprilike 11 000 godina koje su uslijedile, klima u regiji polako se zagrijavala, a šume su počele zamjenjivati izvornu tundru. Na prijelazu iz arhajskog razdoblja u šumsko razdoblje, više različitih kultura - Sylvan Lake, River, Middlesex, Point Peninsula i Owasco kulture - s vremenom su zamijenile Laurentijsku kulturu. Do vremena Owasco kulture, oko početka naše ere, kukuruz i grah su se uzgajali u gorju Adirondacka.
Prvi narodi irokeza, Mohawki (ili Kanyengehaga) i Oneida (ili Oneyotdehaga), stigli su u regiju Adirondack prije 4000 do 1200 godina. Obje grupe koristile su planine Adirondack lovišta. Prema povjesničaru Haudenosauneeja Ricku Hillu, regija se smatrala 'jelom s jednom žlicom', simbolizirajući zajedničke lovne resurse između skupina. Grupa naroda Algonquian, poznata kao Mahicans, također je živjela u regiji, posebno u dolini rijeke Hudson.
To su bile skupine s kojima su se susreli prvi europski istraživači tog područja. Europska prisutnost na tom području započela je borbom između Samuela de Champlaina i skupine Mohawka, na području današnje Ticonderoge 1609. Isusovački misionar Isaac Jogues postao je prvi zabilježeni Europljanin koji je putovao središtem Adirondacksa 1642., kao zarobljenik lovačke skupine Mohawka.
Rani su europljani Adirondack smatrali golemom, negostoljubivom divljinom. Jedna karta područja iz 1771. prikazuje regiju kao prazan prostor u sjeveroistočnom kutu New Yorka. Godine 1784., Thomas Pownhall je napisao da su američki domoroci to područje nazivali "Turobnom divljinom, ili prebivalištem zime", te da im to područje "ili nije bilo vrlo poznato, ili su ga, ako je poznato, vrlo mudro držali iz znanja Europljana." Očito je mislio da domorodački ljudi ne žive u planinama Adirondack.
Budući da su lokalna irokeška i algonkijska plemena bila desetkovana najprije velikim boginjama i ospicama u 1600-ima, zatim ratovima s nadirućim europskim doseljenicima, vjerojatno je u regiji živjelo vrlo malo ljudi u vrijeme kada je Pownhall napisao svoj opis. Tek su relativno nedavno brojni arheološki nalazi definitivno pokazali da su Indijanci doista bili vrlo prisutni u Adirondacku prije kontakta s Europljanima, lovom, izradom keramike i bavljenjem poljoprivredom.
Divlje regije lišene ljudske povezanosti ostavile su takav dojam na Europljane, te stvorile priču o divljini koji će se održati kroz sljedećih dvjestotinjak godina povijesti regije. Iako se percepcija društva o vrijednosti Adirondacka promijenila, na njih se uvijek gledalo kao na zemlju prirodnih resursa i fizičke ljepote, a ne kao na zemlju ljudske povijesti. Prvo je to područje bilo negostoljubivo, a zatim unosno skladište drvne građe.
Trebajući novac za otplatu ratnih dugova, vlada je prodala gotovo sve izvorne javne površine oko 7 milijuna jutara za cent po jutru. Manjak ograničenja rezultirao je masovnom sječom šuma. Kasnije je karakter divljine ove regije postao popularan s usponom romantičnog pokreta, a Adirondacks je postao odredište za one koji žele pobjeći od zla gradskog života. Rastuća zabrinutost zbog kvalitete vode i krčenja šuma doveli su 1885. do stvaranja Adirondack Parka 1885. UNESCO je 1989. godine dio regije Adirondack proglasio rezervatom biosfere Champlain-Adirondack.

## Geologija
Stijene planina Adirondack nastale su prije otprilike dvije milijarde godina kao oko 15 240 m debeli sedimenti na dnu mora smještenog blizu ekvatora. Zbog tektonike ploča one su se sudarile s Laurencijom (pretečom moderne Sjeverne Amerike) u stvaranju planina poznatom kao Grenvilleska orogeneza. Tijekom tog vremena sedimentna stijena je promijenila se u metamorfnu stijenu. Upravo ti proterozojski minerali i litologije čine jezgru masiva. Važni minerali uključuju:
- wollastonit, iskopavan u blizini Harrisvillea
- magnetit i hematit, ranije iskopavan u rudnicima Benson,[12] Lyon Mountain, Mineville, Tahawus i Witherbee
- grafit, iskopavan u blizini Haaga i Ticonderoge
- granat, iskopavan u rudniku Barton, sjeverno od planine Gore
- anortozit, vidljiv u usjecima ceste na državnoj cesti New York 3 između jezera Saranac i jezera Tupper[13]
- mramor
- cink, Distrikt Balmat-Edwards na sjeverozapadnom rubu masiva također u okrugu St. Lawrence bio je glavno nalazište rude cinka
- titan, kopan u Tahawusu

Oko 600 prije milijuna godina, dok se Laurencija udaljavala od Baltike (Europskog kratona), područje se počelo razdvajati formirajući Japetov ocean. Rasjedi su se formirali pružajući se od sjevera prema sjeveroistoku i formirali doline i duboka jezera. Danas vidljivi primjeri uključuju tektonske rovove jezera George i Schroon. Do tog vremena planine Grenville-a bile su erodirane i područje je bilo prekriveno plitkim morem. Nekoliko tisuća stopa sedimenta nakupilo se na morskom dnu. Trilobiti su bili glavni životni oblik morskog dna, a tragovi fosila mogu se vidjeti na potsdamskom pješčenjaku u Interpretativnom centru za posjetitelje Paul Smiths.
Prije oko 10 prije milijuna godina, regija se počela izdizati. Izdignula se oko 2134 metra i nastavlja se oko 2 milimetra godišnje, što je više od stope denudacije. Uzrok izdizanja je nepoznat, ali geolozi teoretiziraju da ga uzrokuje žarište u zemljinoj kori. Nedavna studija otkrila je stupac seizmički sporih materijala oko 50–80 km duboko ispod gorja Adirondack, što je protumačeno kao uzdižuća astenosfera koja doprinosi izdizanju planina. Pojava rojeva potresa u blizini središta masiva na jezeru Blue Mountain može biti dokaz za to. Neki od potresa bili su jači od 5 stupnjeva po Richteru.
Prije oko 2.5 prije milijuna godina započeo je ciklus pleistocenskih glacijalnih i međuledenih razdoblja koji su prekrili područje ledom. Tijekom najnovije epizode, ledeni pokrov Laurentide pokrivao je veći dio sjeverne Sjeverne Amerike između od prije otprilike 95 i 20 tisuća godina. Nakon toga klima se zagrijala, ali je trebalo gotovo 10 000 godina da se sloj leda debeo oko 3 050 m potpuno otopi. Dokazi o ovom razdoblju uključuju:
- Esker: esker jezera Rainbow prepolovljuje istoimeno jezero i proteže se diskontinuirano oko 137 km).[16]
- eratički blokovi: postoji veliki jedan u centru za informacije posjetitelja Newcomb pored staze Rich Lake.
- morene
- Cirkovi koji karakteriziraju planinu Whiteface.
- sandur: Područje kanua St. Regis je sandur.

Tla na tom području općenito su tanka, pjeskovita, kisela i neplodna, a razvila su se nakon povlačenja ledenjaka.

## Klima
Klima je izrazito kontinentalna, s visokom vlagom i oborinama tijekom cijele godine. Adirondacks obično ima ugodno toplo, kišovito vrijeme ljeti (lipanj-kolovoz), s temperaturama u rasponu od 19–23 °C. Ljetne večeri u Adirondacku su prohladne, s prosječnom temperaturom između 7–12 °C. Zime (prosinac-ožujak) su duge, hladne, snježne i oštre, s temperaturama od -8 do -5 °C. Zimske noći su hladne, s temperaturama između −19 i −16 °C. Proljeće (travanj-svibanj) i jesen (rujan-studeni) kratka su prijelazna godišnja doba.
Samo mali dio područja iznad granice drveća ima planinsku klimu.
| Klimatološki srednjaci za Jezero Placid, NY. Nadmorska visina: 626 m | Klimatološki srednjaci za Jezero Placid, NY. Nadmorska visina: 626 m | Klimatološki srednjaci za Jezero Placid, NY. Nadmorska visina: 626 m | Klimatološki srednjaci za Jezero Placid, NY. Nadmorska visina: 626 m | Klimatološki srednjaci za Jezero Placid, NY. Nadmorska visina: 626 m | Klimatološki srednjaci za Jezero Placid, NY. Nadmorska visina: 626 m | Klimatološki srednjaci za Jezero Placid, NY. Nadmorska visina: 626 m | Klimatološki srednjaci za Jezero Placid, NY. Nadmorska visina: 626 m | Klimatološki srednjaci za Jezero Placid, NY. Nadmorska visina: 626 m | Klimatološki srednjaci za Jezero Placid, NY. Nadmorska visina: 626 m | Klimatološki srednjaci za Jezero Placid, NY. Nadmorska visina: 626 m | Klimatološki srednjaci za Jezero Placid, NY. Nadmorska visina: 626 m | Klimatološki srednjaci za Jezero Placid, NY. Nadmorska visina: 626 m | Klimatološki srednjaci za Jezero Placid, NY. Nadmorska visina: 626 m |
| mjesec                                                               | sij                                                                  | velj                                                                 | ožu                                                                  | tra                                                                  | svi                                                                  | lip                                                                  | srp                                                                  | kol                                                                  | ruj                                                                  | lis                                                                  | stu                                                                  | pro                                                                  | godina                                                               |
| -------------------------------------------------------------------- | -------------------------------------------------------------------- | -------------------------------------------------------------------- | -------------------------------------------------------------------- | -------------------------------------------------------------------- | -------------------------------------------------------------------- | -------------------------------------------------------------------- | -------------------------------------------------------------------- | -------------------------------------------------------------------- | -------------------------------------------------------------------- | -------------------------------------------------------------------- | -------------------------------------------------------------------- | -------------------------------------------------------------------- | -------------------------------------------------------------------- |
| srednji maksimum, °C                                                 | −4,8                                                                 | −4,1                                                                 | −0,7                                                                 | 7,1                                                                  | 15,8                                                                 | 19,9                                                                 | 22,0                                                                 | 21,4                                                                 | 17,6                                                                 | 10,2                                                                 | 4,5                                                                  | −0,8                                                                 | 10,2                                                                 |
| srednja dnevna temperatura, °C                                       | −8,1                                                                 | −6,3                                                                 | −3,9                                                                 | 3,6                                                                  | 9,9                                                                  | 14,7                                                                 | 16,8                                                                 | 16,3                                                                 | 12,6                                                                 | 6,7                                                                  | 1,4                                                                  | −4,8                                                                 | 5,2                                                                  |
| srednji minimum, °C                                                  | −16,2                                                                | −15,7                                                                | −8,9                                                                 | −2,3                                                                 | 3,8                                                                  | 9,4                                                                  | 11,6                                                                 | 11,1                                                                 | 7,1                                                                  | 0,3                                                                  | −4,1                                                                 | −10,1                                                                | 0,2                                                                  |
| oborine, mm                                                          | 116                                                                  | 101                                                                  | 135                                                                  | 137                                                                  | 142                                                                  | 147                                                                  | 156                                                                  | 134                                                                  | 158                                                                  | 177                                                                  | 148                                                                  | 133                                                                  | 1684                                                                 |
| Izvor: PRISM Climate Group                                           |                                                                      |                                                                      |                                                                      |                                                                      |                                                                      |                                                                      |                                                                      |                                                                      |                                                                      |                                                                      |                                                                      |                                                                      |                                                                      |

## Ekologija
Planina Adirondack čine najjužniji dio istočne šumsko-borealne prijelazne ekoregije. Gusto je pošumljena i ima jednu od najjužnijih rasprostranjenosti ekotipa tajge u Sjevernoj Americi. Šume Adirondacksa uključuju smreku, bor i listopadno drveće. Sječa drva, nekoć važna privredna grana, znatno je ograničena stvaranjem državnog šumskog rezervata.
Planine uključuju mnoge močvare, od kojih postoje tri vrste:
- močvarna područja - bilo koje močvarno područje uključujući drveće i grmlje.
- močvare, močvare sa stagnacijom vode - U njima žive žabe bullfrog, spring peepers, pjegave daždevnjake, velike plave čaplje, američki bukavci i obojene kornjače.
- tresetišta, karakterizirane biljkama kao što su cretna mahovina, orhideje i neke vrste mesožderki.

Ptice koje se gnijezde uključuju vrste specifične za sjeverne šume kojih nema drugdje u državi, kao što su borealne čavrice, kanadske šojke, jelovi tetrijebi, crnoleđe djetliće, obične čaglje i križokljune. Sisavci uključuju rakune, dabrove, riječne vidre, risove, losove, crne medvjede i kojote. Istrebljeni ili izumrli sisavci koji su prije lutali planinom Adirondack uključuju istočnu pumu, istočnog losa, gorsku kunu, soba, istočnog vuka i kanadskog risa. Pokušaji ponovnog uvođenja losova i risova u 20. stoljeću propali su iz brojnih razloga, uključujući krivolov, sudare vozila i nesposobnost očuvanja.
Gotovo 60 posto parka prekriveno je sjevernom šumom tvrdog drva. Iznad 792 metra uvjeti su previše loši da bi tvrdo drvo uspijevalo, a stabla se miješaju ili zamjenjuju jelom i crvenom smrekom. Iznad 1067 metara crna smreka zamjenjuje crvenu. Na većim visinama mogu preživjeti samo stabla dovoljno niska da tijekom zime budu prekrivena snijegom.

## Vanjske poveznice
|  | Zajednički poslužitelj ima još gradiva o temi Adirondack (planina) |

[[Kategorija:Planine u Sjevernoj Americi]]
[[Kategorija:Planine u SAD-u]]